# 100 Club
100 Club es una sala de conciertos de Westminster, Londres, situada en el número 100 de Oxford Street.

## Historia

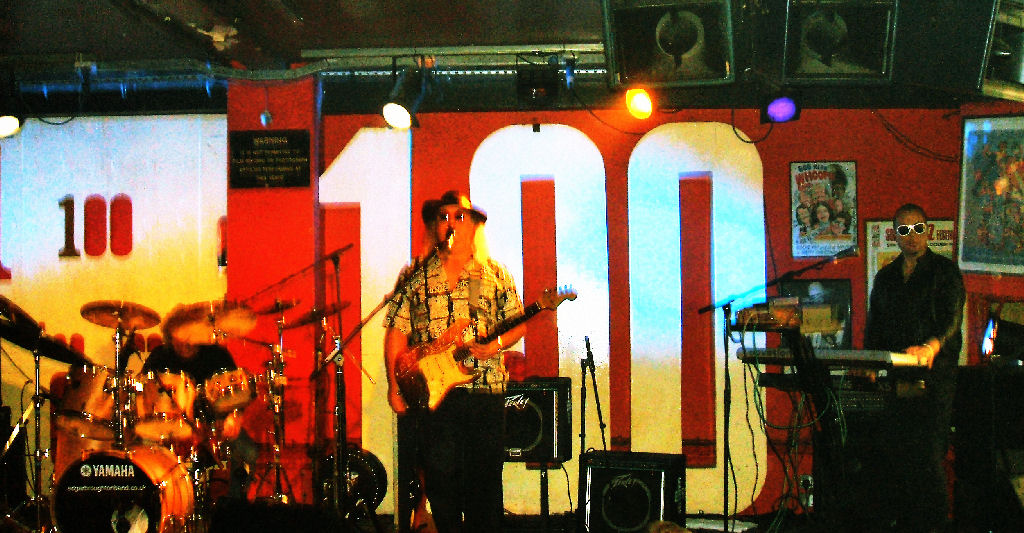
Edgar Broughton Band tocando en el 100 Club.

El 100 Club un sitio legendario dentro de la historia de la música británica moderna, en él se han organizado conciertos desde el 24 de octubre de 1942. En ese año, la sala era un restaurante llamado Macks, que cada domingo por la noche alquilaba el padre del batería de jazz Victor Feldman para poder tener un sitio donde este pudiera realizar conciertos de forma regular.
El club pasó a manos del mánager de Humphrey Lyttleton y en esa época comenzó a tocar Louis Armstrong en la sala. Después de implicarse en el boom de la música tradicional (Trad), la escena beat británica y el rhythm and blues, el club se hizo famoso en los años del punk rock.
Entre el 20 y 21 de septiembre de 1976 tuvo lugar en el 100 Club el primer International Punk Festival, un evento que ayudó a empujar al, en aquel momento, nuevo movimiento de punk rock hacia el mainstream cultural y musical. En el festival tocaron bandas como Sex Pistols, Siouxsie And The Banshees, The Clash, Buzzcocks, The Jam y The Damned.
Bajo la dirección de Ron Watts, la sala se convirtió en un local frecuentado por bandas de punk como Angelic Upstarts, UK Subs, además de, desde 1981 en adelante, bandas de hardcore punk como The Varukers, Discharge, Charged GBH, Crass, Picture Frame Seduction o English Dogs, entre otros.
The Rolling Stones tocó allí un concierto sorpresa el 31 de mayo de 1982 como calentamiento previo de su gira europea, y volvió el 23 de febrero de 1986 para ofrecer un concierto de homenaje a su recién fallecido pianista, Ian Stewart, siendo su único concierto entre 1982 y 1989.
También se vio allí un amplio abanico de artistas de jazz, rhythm and blues y soul, incluyendo un memorable "duelo" entre los  saxofonistas Teddy Edwards y Dick Morrissey en los años 1980. Otros músicos de jazz como Sonny Stitt, Lee Konitz y Archie Shepp también han tocado en el club.
El 100 Club sigue activo, con la misma decoración desde los años 1970, aunque ya no tocan bandas de punk. En su lugar hay una programación, a menudo preparada por los promotores con meses de antelación. Ocasionalmente, grandes bandas tocan conciertos "secretos" allí, contando con el boca a boca para llenar la sala, que cuenta con una capacidad de 350 personas.
El 10 de junio de 2007, George Melly, cuya relación con el 100 Club se remonta a los días en que tocó allí con Humphrey Lyttelton, dio su último concierto en público.
En noviembre de 2010, el dueño de local anunció que la sala afrontaba un más posible cierre debido a los altos costes de mantenimiento del alquiler.

## Lanzamientos
- The Automatic - Live at the 100 Club (EP en directo)
- Gallows - Live at the 100 Club (Live EP)
- The Sex Pistols Live at the 100 Club (CD Bootleg)